# Juliet Mitchell
Juliet Mitchell (geboren 4. Oktober 1940 in Christchurch, Neuseeland) ist eine britische Soziologin und Psychoanalytikerin. Am bekanntesten wurde ihr Buch Psychoanalyse und Feminismus. Freud, Reich, Laing und die Frauenbewegung von 1974, in dem sie Psychoanalyse und Feminismus zu versöhnen suchte, was damals für unvereinbar galt. Sie ist Professorin emerita für Psychoanalyse und Gender Studies an der Universität Cambridge. 2010 wurde sie zum Mitglied der British Academy gewählt.

## Schriften (Auswahl)
- Woman's estate, Harmondsworth : Penguin, 1971
- Psychoanalysis and Feminism. Freud, Reich, Laing and Women, 1974, reissued as: Psychoanalysis and Feminism: A Radical Reassessment of Freudian Psychoanalysis, Basic Books 2000
  - Psychoanalyse und Feminismus. Freud, Reich, Lang und die Frauenbewegung, suhrkamp taschenbuch 1122, Frankfurt am Main 1985
- Frauenbewegung – Frauenbefreiung, Ullstein, Frankfurt am Main 1981
- Women: The Longest Revolution, Virago Press 1984
  -  Frauen – die längste Revolution : Feminismus, Literatur, Psychoanalyse, S. Fischer, Frankfurt am Main 1987.
- (Hrsg.), Feminine Sexuality. Jacques Lacan and the école freudienne, W. W. Norton & Company 1985
- (Hrsg.), Selected Melanie Klein, The Free Press 1987
- (Hrsg., zusammen mit Ann Oakley), Who's Afraid of Feminism?: Seeing Through the Backlash, New Press 1997
- Mad Men and Medusas: Reclaiming Hysteria, Basic Books 2001

## Auszeichnungen
- 2003: Sigmund-Freud-Vorlesung in Wien